# Jiří Pauer
Jiří Pauer (Libušín, 22 februari 1919 – Praag, 21 december 2007) was een Tsjechisch componist, muziekpedagoog, muziekadministrateur en publicist.

## Levensloop
Pauer was muziekleraar in het basisonderwijs van 1938 tot het einde van de Nazi occupatie. In deze tijd studeerde hij eveneens muziektheorie en compositie van 1943 tot 1946 aan het Státní konservatori hudby v Praze te Praag bij Otakar Šín en vervolgens bij Alois Hába en Pavel Bořkovec aan de Akademie múzických umení v Praze (AMU) te Praag.
Kort na de Tweede Wereldoorlog richtte hij samen met anderen een muziekschool in Praag op en was zelf in de muziekopleiding werkzaam. Eveneens was hij docent voor compositie aan de Akademie múzických umení v Praze (AMU). Tot zijn leerlingen aldaar behoorden Hanuš Bartoň, Jiří Gemrot, Pavel Jeřábek, Miroslav Kubička, Ladislav Kubík, Otomar Kvěch, Zbyněk Matějů en Martin Smolka.
Vanaf 1949 was hij secretaris en manager van verschillende culturele organisaties en openbare instituten. In de jaren 1953 tot 1955 en wederom van 1965 tot 1967 was hij voorzitter van de muziekcommissie van het Nationaal Theater. Van 1955 tot 1958 was hij artistiek directeur van het Tsjechisch Filharmonisch Orkest. Van 1979 tot 1989 was hij directeur van het Nationaal Theater.
Hij was eveneens secretaris van de Unie van Tsjechische componisten, manager van de Tsjechische muziekraad, van het Festival "Praagse Lente" en van de grammofoon club.
Als componist was hij zeer productief en schreef werken voor het muziektheater (opera's, ballet), orkestmuziek (symfonieën, soloconcerten, suites, ouvertures en andere symfonische stukken), werken voor harmonieorkest, koor, vocale muziek en kamermuziek.

## Composities

### Werken voor orkest

#### Symfonieën
- 1962-1964 Symfonie, voor groot orkest
- 1978 rev.1981 Symfonie, voor strijkorkest
- 1990 Symfonické sondy, voor orkest

#### Concerten voor instrumenten en orkest
- 1949 Concert, voor fagot en orkest
- 1954 Concert, voor hobo en orkest
- 1958 Concert, voor hoorn en orkest
- 1959 Píseň o Praze (Lied van Praag), concert voor viool en orkest
- 1972 Concert, voor trompet en orkest
- 1984 Concert "Zkratky", voor marimba en strijkorkest

#### Andere werken voor orkest
- 1941 Furiant
- 1944-1945 Miniatury
- 1949 Veseloherní suita (Humoristische suite)
- 1951 Mládežnická suita (Jeugd suite)
- 1951 Hrdinům práce (Heroïsch stuk), symfonische mars
- 1951 Scherzo
- 1953 Rhapsodie
- 1953 Dětská suita (Kindersuite)
- 1969 Panychida (Ter nagedachtenis), symfonische schilderij
- 1970-1971 Canto festivo, feestelijke ouverture
- 1972 Symfonický prolog (Symfonische proloog) ,
- 1974 Iniciály (Initiale), symfonische beweging
- 1977 Aurora, feestelijke ouverture (bewerking voor orkest)
- 1981 Smuteční hudba (Treurmuziek), voor strijkorkest en trompet
- 1984 Introduzione semplice, voor kamerorkest
- 1985 Introduzione, ouverture voor klein orkest
- 1988 Suita (Suite), voor orkest
- Zdravice, voor orkest

### Werken voor harmonieorkest
- 1972 Feldin
- 1974 Furiant
- 1975 Aurora, feestelijke ouverture voor harmonieorkest
- 1979 Radostné finále (Vrolijk finale), voor groot harmonieorkest

### Missen en andere kerkmuziek
- 1977 Madrigaly (Madrigalen), voor gemengd koor - tekst: Michelangelo Buonarroti
  1. Kdo se zrodí (Wie is geboren?)
  2. Jsou to už léta ('t zijn jaren)
  3. Ó, noci sladká (O, mooie nacht)

### Cantates
- 1948 Malá kantáta, cantate - tekst: Stanislav Kostka Neumann
- 1952 Volám vás. lidé (Ik spreek tot jouw, volk), cantate voor sopraan, tenor, bariton, gemengd koor en orkest - première: 6 december 1952, Praag
  1. Proklínám válku (Verdoemde oorlog) - tekst: Josef Novák
  2. Zpívám zpěv míru (Zingt het lied van vreede) -  tekst: Vítězslav Nezval
- 1977 Hymnus komunistické straně (Hymne van de communistische partij), cantate voor gemengd koor en orkest - tekst: Vítězslava Nezvala

### Muziektheater

#### Opera's
| Voltooid in         | titel | aktes                                          | première                                                                                       | libretto                                        |
| ------------------- | --- | ---------------------------------------------- | ---------------------------------------------------------------------------------------------- | ----------------------------------------------- |
| 1949-1950           | Žvanivý Slimejš (De praatachtige snek) | 1 akte                                         | 5 april 1958, Praag                                                                            | Míla Mellanová naar Joe Hloucha                 |
| 1954-1957; rev.1978 | Zuzana Vojířová | 5 taferelen                                    | 30 december 1958, Praag; 2e versie: 4 januari 1959, Praag; 3e versie: 15 oktober 1960, Liberec | van de componist naar Jan Bor                   |
| 1958-1959           | Červená Karkulka (Roodkapje) | 1 akte                                         | 22 oktober 1960, Olomouc                                                                       | naar het sprookje                               |
| 1960; rev.1966      | Manželské kontrapunkty (Huwelijks contrapunten) 3 respectievelijk 5 groteske opera-komedies - 1. Řízek 2. Vyletí ptáček 3. Tragédie s návštěvou 4. V úzkém rodinném 5. Spisovatel Babský | 1e versie: 3 grotesken; 2e versie: 5 grotesken | 3 februari 1962, Ostrava; 2e versie: 13 mei 1967, Liberec                                      | van de componist naar Stefania Grodzieńská      |
| 1965-1968           | Zdravý nemocný (De ingebeelde zieke) | 3 bedrijven                                    | 22 mei 1970, Praag                                                                             | van de componist naar Jean Baptiste Molière     |
| 1973                | Labutí píseň (Het gezang van de zwaan) |                                                | 30 maart 1974, Praag                                                                           | van de componist naar Anton Pavlovitsj Tsjechov |
| 1988                | Strašidelný dům (Jachthuis) |                                                | 26 januari 1990, Liberec                                                                       | Daniela Fischer                                 |

#### Balletten
| Voltooid in | titel                          | aktes | première                | libretto               | choreografie |
| ----------- | ------------------------------ | ----- | ----------------------- | ---------------------- | ------------ |
| 1975        | Ferda Mravenec (Ferda de mier) |       | 16 december 1976, Praag | Jan Rey naar O. Sekora |              |

### Werken voor koor
- 1945 Čtyři ženské sbory (Vier vrouwenkoren), voor vrouwenkoor
- 1948 Zpívám si já, zpívám (Ik zing, zing), een verzameling van volksliederen voor kinderkoor en orkest (of piano)
- 1948 Hymnus hornickým ženám (Hymne voor de vrouwen uit de mijnbouwwerken)
- 1948 Nadešel čas (De tijd is gekomen) voor vrouwenkoor - tekst: Stanislav Kostka Neumann
- 1950-1951 Jedenáct dětských sborů (Elf kinderkoren), voor kinderkoor
- 1980 Vyznání lásky (Het bekentenis tot liefde), drie vrouwenkoren - tekst: Marie Kratochvílova
- Dva sbory v národním tónu (Twee koren), voor mannenkoor

### Vocale muziek
- 1941 Dětské ukolébavky (Kinderen wiegeliederen), voor zangstem en piano
- 1942 rev.1974 Zapadaná cesta (Meenemende weg), liederen voor lage stem en piano naar teksten van Jan Čark
- 1952 Ukolébavka (Wiegelied), voor alt en piano
- 1959 Bajky (Sprookjes), voor bas en piano  - tekst: Ignacy Krasicki
- 1964 Zakázané písničky (Verboden liederen), vier liederen voor middenstem en piano
- 1971 Canto triste, drie liederen voor middenstem en klein orkest - tekst: Gaspar Stamp
  1. Láska je příčinou... (Liefde is de basis...)
  2. Mám těžký osud, mám... (Ik heb een hard lotgeval...)
  3. Můj život moře je... (Mijn leven is het meer...)
- 1976 Tragédie o vose a nose, voor lage stem en orkest - tekst: Vítězslav Nezval
- 1982 Písně o lásce (Liederen van de liefde), voor bariton en piano of orkest - tekst: Vladimír Šefl
- 1983 Chtěl bysem napsat ti psaní, miláčku můj, monodrama voor mannenstem en piano (of orkest) - tekst: A. Chacinta

### Kamermuziek
- 1945 Grotesky (Groteske), voor hobo, klarinet en fagot
- 1947 Sonáta, voor hobo en piano
- 1948 Divertimento, voor drie klarinetten
- 1948 Sonatina, voor klarinet en piano
- 1952 Sonatina, voor viool en piano
- 1953 Sonáta, voor cello en piano
- 1960 Strijkkwartet nr. 1
- 1960 Blaaskwintet
- 1961 Divertimento, voor nonet
- 1963 Trio, voor viool, cello en piano
- 1963 Dvanáct duet (Twaalf duetten), voor twee trompetten of twee hoorns
- 1969 Strijkkwartet nr. 2
- 1970 Strijkkwartet nr. 3
- 1971 Concertmuziek, voor 13 blazers
- 1972 Trompettina, concertstuk voor trompet en piano
- 1974 Scherzino a Capriccio, voor strijkkwartet
- 1974-1975 Trombonetta, concertstuk voor trombone en piano
- 1975 Intráda, voor drie piano's, drie trompetten en drie trombones
- 1975 Serenáda pro čtyři (Serenade voor vier) - oorspronkelijk titel: Capriccio a Notturno, voor strijkkwartet
- 1976 Tubonetta, concertstuk voor tuba en piano
- 1977 Suite uit het ballet "Ferda Mravenec (Ferda de mier)", voor nonet
- 1977-1978 Charaktery (Karakters), voor koperkwintet
- 1978 Árie a rondo (Aria en rondo), voor basklarinet en piano
- 1980 Strijkkwartet nr. 4 "Tři epizody (Drie episodes)"
- 1983 Tři skladby (Drie stukken), voor saxofoonkwartet
  1. Úvod
  2. Ukolébavka
  3. Scherzo
- 1985 Slepičí serenáda (De haan serenade), voor saxofoonkwartet
  1. Intráda
  2. Nokturno
  3. Kvočny
- 1986 Sonáta, voor viool en piano
- 1987 Trio, voor drie hoorns
- 1987 Fagotina, concertstuk voor fagot en piano
- 1990 Nonet nr. 2
- 1991 Sonáta, voor cello en piano
- 1995 Čtyři tuby, voor vier tuba's
- 1995 Tři kusy (Drie stukken), voor dwarsfluit en piano
- 1995 Čtyři skladby (Vier stukken), voor viool en piano
- 1995 Akvarely (Aquarellen), voor viool en piano
- 1995 Miniatury (Miniaturen), voor viool en piano
- 1997 Zelené kousky (Groene stukken), voor trompet, hoorn en trombone
- 1998 Dua (Duet), voor dwarsfluit en piano
- Strijkkwartet in kwartstoon-symstem

### Werken voor orgel
- 1975–1981 Pět studií (Vijf studies)

### Werken voor piano
- 1943 Můj zápisníček (Mijn klein oefeningsboek)
- 1944 Sonate
- 1945 Suite
- 1946 Sonatine, voor drie piano's
- 1968 Bagatelle
- 1978 Monolity, zes stukken voor piano
- 1981 Vier stukken
- 1995 Romantisch stuk
- 1995 Tempery
- 1995 Fragmenty
- 1997 Episode
- 1997 Návraty
- 1998 Drobničky
- 1998 Hry a vzpomínky (Spelen en herinneringen)
- Burleske, voor kwartstoonpiano

### Werken voor harp
- 1947 Suite, voor harp

### Werken voor accordeon
- 1981 Pět studií (Vijf studies), voor accordeon

### Werken voor slagwerk
- 1981 Zkratky, voor marimba